# Liste der Naturdenkmale in Oestrich-Winkel
Die Liste der Naturdenkmale in Oestrich-Winkel nennt die auf dem Gebiet der Stadt Oestrich-Winkel im Rheingau-Taunus-Kreis gelegenen Naturdenkmale.

## Naturdenkmale
| Bild            | Bezeichnung               | Ortsteil, Lage                          | Beschreibung | Art                    | Nr.  |
| --------------- | ------------------------- | --------------------------------------- | --- | ---------------------- | ---- |
| Fotos hochladen | Linde                     | Oestrich 50° 0′ 31,2″ N, 8° 1′ 56,8″ O  | | Linde                  | 11/1 |
| BW              | Silberpappel              | Oestrich 50° 0′ 44,3″ N, 8° 2′ 52,8″ O  | | Silberpappel           | 11/3 |
| BW              | Platanengruppe            | Oestrich 50° 0′ 44,9″ N, 8° 2′ 53,3″ O  | | Platane                | 11/4 |
| Fotos hochladen | Felsgruppe „Grauer Stein“ | Oestrich 50° 2′ 50,6″ N, 7° 58′ 40″ O   | Naturdenkmal Grauer Stein (ca. 529 m), am Rheinhöhenweg westlich der Kalten Herberge, in der Waldgemarkung von Oestrich (Rheingau) | Taunusquarzit          | 11/5 |
| Fotos hochladen | Ulme                      | Oestrich 50° 0′ 15″ N, 8° 1′ 53,1″ O    | Die ca.230 bis 330 Jahre alte Ulme verlor durch das trockene und heiße Jahr 2019 die Belaubung auf der östlichen Hälfte. Im Mai 2020 sind 2/3 der Krone nicht ausgetrieben. Rettungsmaßnahmen durch das Stutzen der abgestorbenen Äste waren leider erfolglos. | Feldulme (Ulmus minor) | 11/7 |
| Fotos hochladen | Linde an der ev. Kirche   | Mittelheim 50° 0′ 2,2″ N, 8° 0′ 54,1″ O | | Linde                  | 11/9 |